# Egeraracsa
Egeraracsa è un comune dell'Ungheria di 371 abitanti (dati 2001). È situato nella contea di Zala.